# Cyrtodactylus pulchellus
Cyrtodactylus pulchellus este o specie de șopârle din genul Cyrtodactylus, familia Gekkonidae, ordinul Squamata, descrisă de Samuel Frederick Gray în anul 1827. Conform Catalogue of Life specia Cyrtodactylus pulchellus nu are subspecii cunoscute.

## Galerie

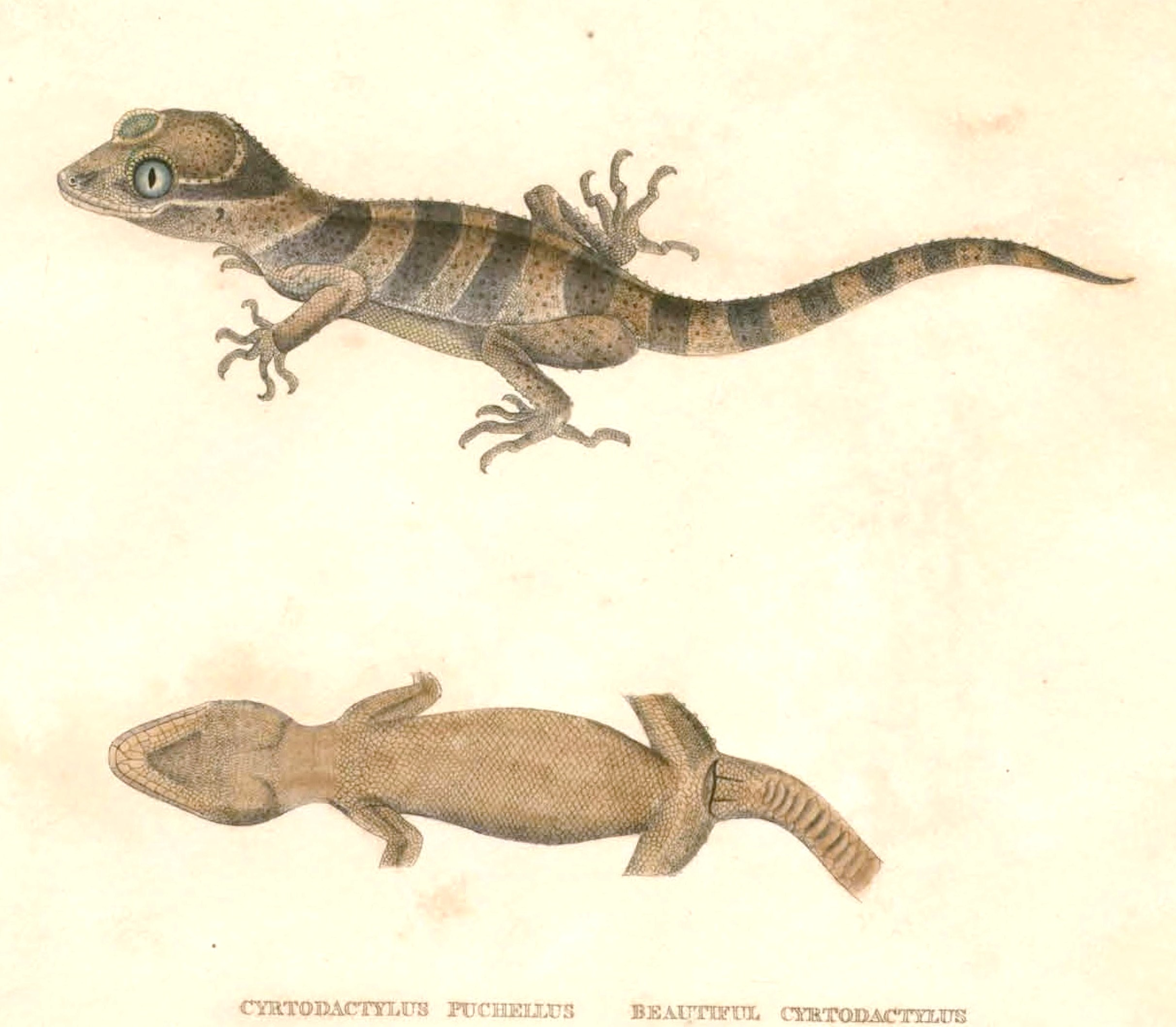